# Anton Krkovič
Anton Krkovič (tudi Tone Krkovič), slovenski častnik in veteran vojne za Slovenijo, * 18. maj 1956, Kočevje.
Brigadir Krkovič je trenutno predsednik sekcije MSNZ pri Zvezi veteranov vojne za Slovenijo. Dve najpomembnejši točki Krkovičeve vojaške kariere sta bili poveljevanje 1. specialni brigadi MORiS in raportiranje takratnemu predsedniku države Kučanu 26. junija 1991 ob razglasitvi neodvisnosti.
Kot poveljnik enote MORiS za posebne naloge je bil vpleten v nezakonito trgovino z orožjem za gotovino (več milijonov mark, ki nikoli niso prišle v državni proračun), tihotapljenje cigaret in mamil, ponarejanje dokumentov, grožnje itd. in številne druge, zlasti orožarske afere, od katerih sta najbolj znani afera Depala vas in afera Patria.

## Vojaška kariera
- Verifikacijski center Slovenske vojske (2002)
povišan v brigadirja (19. junij 1993)
- poveljnik 1. specialne brigade MORiS (1990 - )
- poveljnik MSNZ

## Politična kariera
- generalni tajnik SDS
- član izvršnega odbora SDS

## Odlikovanja in priznanja
- srebrni častni znak svobode Republike Slovenije (1992)
- red generala Maistra 2. stopnje z meči (26. december 1991)
- red generala Maistra 1. stopnje (1992)
- spominski znak Obranili domovino 1991
- spominski znak Poveljnik specialne brigade MORiS 1991 (23. junij 1998)
- spominski znak Republiška koordinacija 1991[6]